# Non sequitur
Non sequitur (/ˈnɔn ˌsɛkvɪtɵr/) kommer från latinet och betyder 'det följer inte', belagt från 1540.

## Uttrycket inom komiken
Inom komiken innebär detta att en talare säger en fras som inte har något som helst att göra med tidigare fraser, för att därigenom skapa en absurd humoristisk effekt. Se även Goddag yxskaft.

## Uttrycket inom logiken
Inom logiken syftar non sequitur på ett argument vars slutsats inte följer från premisserna. Slutsatsen kan vara sann eller falsk, men premisserna är inte själva tillräckliga för att garantera slutsatsens sanning. Exempel: "eftersom människor är däggdjur, är däggdjur människor".